# Noordelijke economische regio
De Noordelijke economische regio (Russisch: Северный экономический район; [Severny Ekonomitsjeski rajon]) is een van de twaalf economische regio's van Rusland. Het gebied omvat het noordelijke grotendeels vlakke gedeelte van Europees Rusland en omvat de volgende deelgebieden:
- Karelië
- Komi
- Oblast Archangelsk
- Oblast Moermansk
- Oblast Vologda
- Nenetsische autonome okroeg

## Economie
De belangrijkste economische sectoren binnen deze regio zijn de mijnbouw, ferro- en non-ferrometaalbewerking, bosbouw (houtkap en de productie van cellulose, papier en karton) en de voedingsmiddelenindustie (visserij). Binnen de regio liggen twee ijzerertswingebieden, die worden gebruikt voor de Tsjerepovets metaalbewerkingscombinatie in de gelijknamige stad Tsjerepovets en voor de export van ruwe ijzererts naar voornamelijk Finland. In het Khibiny gebergte wordt het fosfaaterts apatiet gewonnen. Andere delfstoffen die in de regio worden gewonnen zijn nikkel, zeldzame mineralen, steenkool, olie en gas. In oblast Archangelsk is begonnen met het delven van aangetoonde diamantvoorraden. Verder liggen er aangetoonde voorraden chroom, titanium en goud. Er liggen veel bossen in het gebied, die worden gebruikt voor de houtbouw.
De landbouw bestaat voornamelijk uit vlees- en melkveehouderijen, varkens- en kippenfokkerijen en hertenfokkerijen in het noorden. Landbouwgewassen zijn vooral aardappelen, groente, veevoeder en vlas.
De stroomvoorziening in het oostelijk gedeelte van de regio is niet toereikend en dat gebied is een netto-importeur van energie. In het westelijk gedeelte ligt een kerncentrale (Kola NNP), die dit onderdeel van de regio voorziet van voldoende energie. Deze kerncentrale kent regelmatig uitval van een of meerdere reactoren. Dit maakt echter niet uit; 70% van de energievoorziening gaat naar de mijnen, die in de laatste tijd nauwelijks zijn gegroeid.

## Sociaal-economische indicatoren
De lonen in de regio liggen gemiddeld hoger dan in de rest van Rusland, maar de mate van uitbetaling van de lonen op tijd ligt er lager. Relatief gezien werken er meer mensen in staatsondernemingen en zijn er minder mensen zeker van hun baan. Er heerst een hoge werkloosheid; gemiddeld een vijfde hoger dan het Russisch gemiddelde.
De levensverwachting in de regio is ongeveer gelijk aan het landelijk gemiddelde. Veel jeugd met een opleiding in het hoger onderwijs vertrekt uit het gebied op zoek naar betere kansen. Gemiddeld ligt het percentage van de bevolking dat er student is een vijfde beneden het landelijk gemiddelde. Ook is men er minder positief over de verwachtingen van de eigen situatie in de toekomst.